# Tadeo Acuña
Tadeo Evaristo Acuña (Catamarca, 1790-San Fernando del Valle de Catamarca, 27 de mayo de 1856) fue un diputado de Argentina por la provincia de Catamarca, suscriptor de su acta de autonomía, gobernador interino de la provincia, destacado dirigente del Partido Federal, asesor del general Facundo Quiroga, y primer abogado en ejercer la profesión en Catamarca. Doctor en Derecho Civil por la Universidad Nacional de Córdoba.

## Biografía
Hijo menor de Francisco de Acuña y Trinidad Vera y Aragón. Doctor en Leyes egresado de la Universidad de Córdoba el 15-VIII-1815, es considerado como el primer abogado que ejerció en Catamarca. Destacado miembro del Partido Federal y asesor del general Facundo Quiroga.
Tomó Beca, junto a su sobrino Eusebio Gregorio Ruzo, en el Real Seminario de Nuestra Señora de Loreto el 21 de septiembre de 1807, donde permaneció hasta el 21 de noviembre de 1809. Allí fue compañero, además de su hermano mayor Pío Isaac Acuña, de hombres como Julián Paz, José Joaquín de Olañeta o Gregorio González.  
Después de obtener su doctorado concurso una cátedra en la Universidad de Córdoba. En el año 1817 Nicolás Avellaneda y Tula comunicó al Director Rondeau en Buenos Aires la designación de autoridades del Cabildo, figurando entre las mismas como defensor general Tadeo Acuña. En los años 20 participó junto a su hermano Pío Isaac, Eusebio Gregorio Ruzo y el general Francisco Ortiz de Ocampo de una conspiración destinada a desestabilizar a los gobiernos de La Rioja y Catamarca. 
Signatario del Acta de Autonomía de Catamarca en 1821, formó parte en 1825 del movimiento revolucionario contra el gobernador Gutiérrez, habiendo encontrado asilo junto a Martín de Molina en la provincia de Córdoba gobernada por su amigo el general Juan Bautista Bustos. Diputado en varias oportunidades, fue Presidente de la Legislatura durante la gobernación del coronel Marcos Antonio Figueroa, con quien mantuvo reiteradas disidencias que lo obligaron a emigrar de la ciudad. Fue también Ministro de Gobierno y Gobernador Interino de Catamarca. 
Acuña perteneció al círculo de amigos y asesores del general Facundo Quiroga, habiendo intercambiado numerosa correspondencia con él, entre ellas las misivas que en el año 1831, recibiera de los diputados Leiva y Marín, que originaron una fuerte replica de los generales Facundo Quiroga y Juan Manuel de Rosas en torno a la organización nacional.
Acuña, que ejerció su influencia política en Catamarca durante más de cuarenta años, es recordado asimismo por haber impartido enseñanzas de derecho en Catamarca, en particular al célebre franciscano Fray Mamerto Esquiú. Electo como diputado en la Asamblea Constituyente de 1855, por razones de salud no pudo integrar la misma. 
Acuña vivió con su familia en la actual calle Rivadavia, entre República y Esquiú, mitad del antiguo solar correspondiente a Antonio de la Vega. Relata la Profesora Andrada de Bosch que “mediante sucesivas compras se adueñó de medio solar (32 m de frente por media cuadra de fondo). Tuvo casa de su morada junta a la de Andrés de Herrera... la propiedad de Pío Isaac Acuña sobre la calle República y la de su hermano Tadeo sobre la calle Rivadavia se tocaban por sus fondos
Contrajo matrimonio en 1825 con Magdalena de Molina Bazán, nacida en Catamarca en 1809, hija del dirigente federal Martín de Molina y de Margarita Bazán. Magdalena era hermana de los gobernadores, empresarios mineros y hacendados Samuel y Mardoqueo Molina, titulares del Banco provincial "Casa Molina Hermanos".
Acuña falleció en Catamarca el 27-V-1856. Una calle de su ciudad natal lleva en su homenaje su nombre.

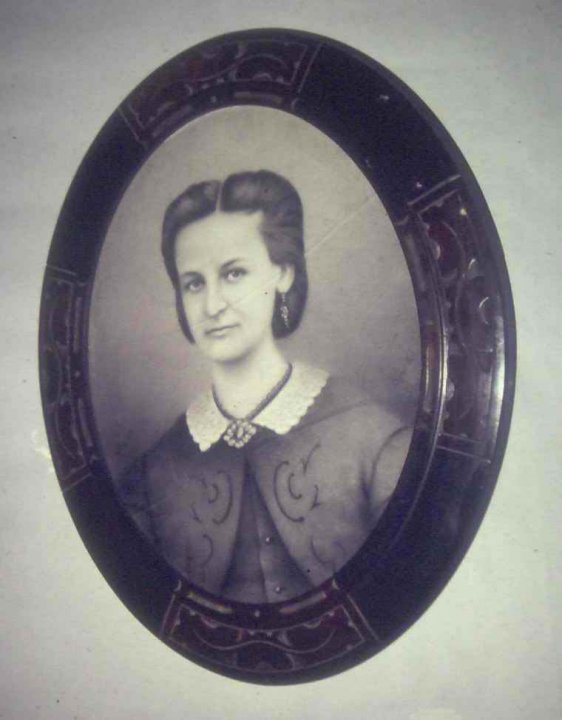
Magadalena Molina y Bazán.

## Hijos
1. Emeria Ramona de la Santísima Trinidad Acuña Molina, nació en Catamarca el 28-II-1826, y fue bautizada tres días después por el Padre jubilado Fray Juan Fernández, fue su madrina su abuela materna Margarita Bazán. Probablemente fallecida en la infancia.
2. Francisco Acuña Molina, que casó con Clemira Vieyra y Gutiérrez. Padres de Rosa, Julio Primiano Acuña, Francisco Tomás, Clorinda, Ismenia, José Antonio y Pedro Sofiel Acuña Vieyra
3. Niceo de Jesús Acuña Molina, que casó con Lupercia Galíndez Córdoba. Padres de Segundo Elíseo de Jesús, Magdalena, María, Ernesto, Amalia y Adela Acuña Galíndez.
4. Marona de los Reyes Acuña Molina, n. en Catamarca el 6-I-1832, fueron sus padrinos Thomas Cleomiro Correa y Francisca Antonia Cobacho. Probablemente fallecida en su infancia.
5. Emiliana Acuña Molina, nacida el 15-VIII-1837, falleció posiblemente a temprana edad.
6. Audas Facundo Acuña Molina, que casó con Serafina Araujo y Dulce y, al enviudar, con Rosa Villagrán. Padre de  Eumelia del Carmen Acuña y Araujo, Tadeo Acuña y Araujo, Carlos Elías Acuña y Araujo, Rosa Acuña y Villagrán, y Serafina Acuña y Villagrán.
7. Eumelia Acuña Molina, nacida en 1841. Contrajo matrimonio en 1860 con Dermidio Ocampo Lema, abogado, Diputado Nacional, sobrino nieto del general Francisco Ortiz de Ocampo. Fueron hijos de este matrimonio Dermidio Ocampo y Acuña, abogado nacido en 1861; Carlota Ocampo y Acuña, nacida en 1864; Francisco Ocampo y Acuña, nacido en 1866; Ercilio Ocampo y Acuña nacido 1868; María Ocampo y Acuña (que contrajo matrimonio con el gobernador Guillermo Correa Augier), nacida en 1875 y Dr. Enrique Ocampo y Acuña (médico graduado en Bs. As y perfeccionado en Alemania, Diputado Nacional, Gobernador de Catamarca en el período 1904-8). Eumelia Acuña Molina de Ocampo falleció en Catamarca el 29 de mayo de 1897.
8. Elisea Acuña Molina, n. en Catamarca en 1844, rentista, falleció soltera.
9. Joaquín Acuña Molina, que casó con Ana Navarro Cano Augier (hija del general Octaviano Navarro y de Waldina Cano Augier de Navarro). Hacendado y rentista. Fue Gobernador de la Provincia de Catamarca durante la primera presidencia del general Julio Argentino Roca. Padres de María Luisa, Luisa Waldina, Alcira, Joaquín Arturo, Angélica, Federico Roque, Zulema, Guillermina y Lilia Luisa Alicia Acuña Navarro.
10. Margarita de la Trinidad Acuña Molina, nació en Catamarca el l9 de junio de 1848 y fueron sus padrinos Pastor Olmos y Magdalena Molina, fallecida supuestamente a temprana edad.
11. Dr. Pedro Ignacio Acuña Molina quién casó con Javiera Navarro Cano Augier (hija del general Octaviano Navarro y de Waldina Cano Augier de Navarro). Padres de Pedro Ignacio (quién casó con Servanda Castro, sin sucesión), Rodolfo Acuña (que fue gobernador de la Provincia), Emma Ernestina, Arturo José y Carlos Octavio Acuña Navarro.